# Центральная аптека (Любляна)
Центральная аптека (словен. Centralna lekarna), также Майерский дворец (словен. Mayerjeva palača) — здание на площади Прешерна в центре Любляны.

## История
Проект здания в необарочном стиле был разработан архитектором Фердинандом Хаузером в 1896—1897 годах. Построено в конце XIX века Густавом Тённисом, фасад выполнен Филипом Супачичем. Аптека принадлежала семейству Майеров, основавших бизнес ещё в начале XIX века. До Второй мировой войны в здании также размещалось кафе. В 1990 году отнесено к памятникам архитектуры местного значения.

## Описание
Здание белого цвета имеет три этажа и внутренний двор, расположено вдоль набережной реки Любляницы. Главный фасад, обращённый к площади Прешерна, украшат ризалит с четырьмя колоннами, установленными на балконе второго этажа. Колонны увенаны ионическими капителями. На крыше купол с тремя овальными окнами. Карнизы над окнами украшены лепным декором: цветочным орнаментом, человеческими головами и другими фигурами.